# 伊达难民营

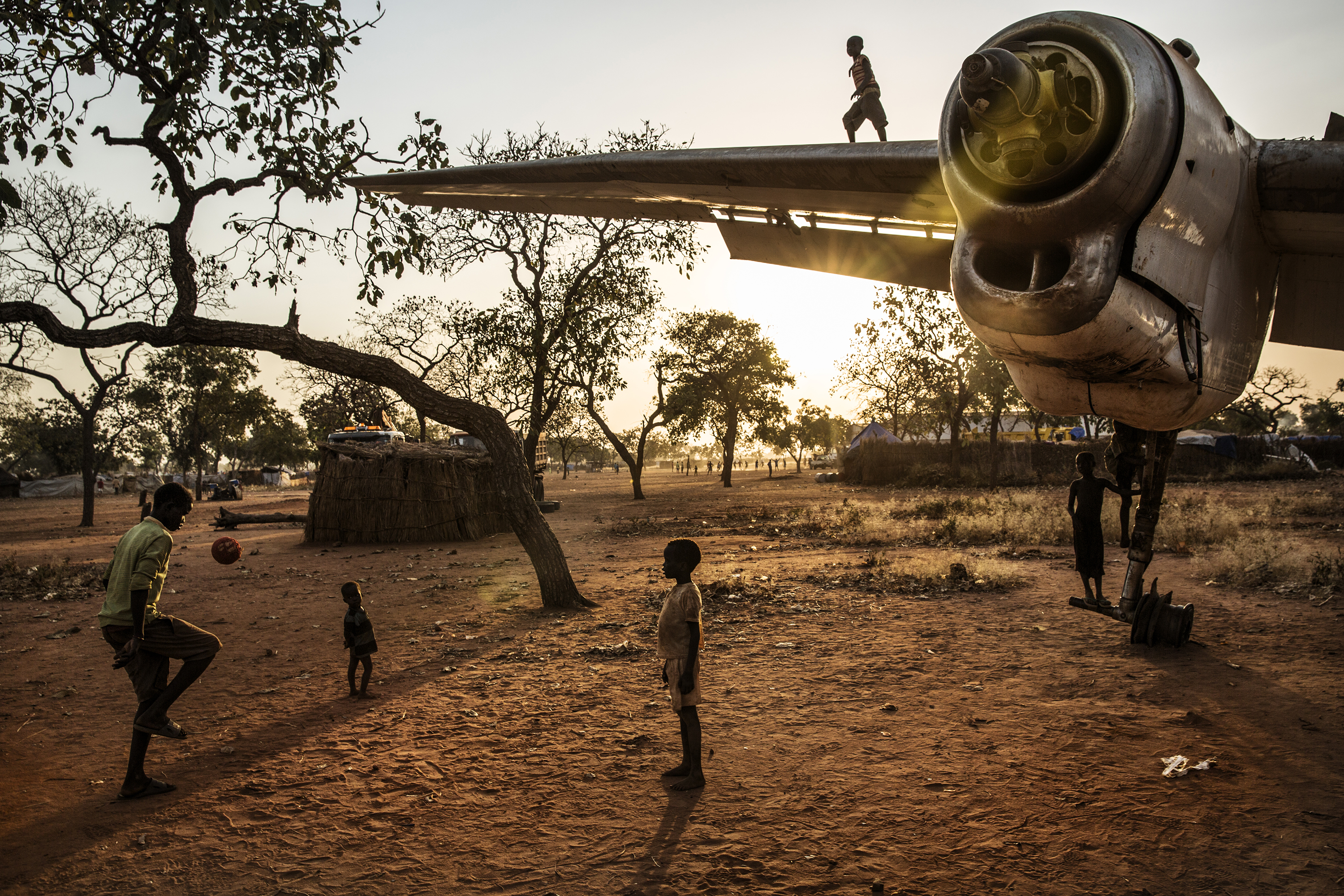
伊达难民营的孩子们正在玩耍

伊达（Yida）是南苏丹团结州的一个定居点和难民营。2011年，该难民营有20 000名難民居住於此。截至2012年6月，该难民营有5万多名難民居住於此。伊达地處湿地，距离苏丹边境12公里。 在雨季，伊達難民營看上去就像一個島嶼。